# Cosa hai messo nel caffè?/Commedia
Cosa hai messo nel caffè?/Commedia è un disco 45 giri di Riccardo Del Turco pubblicato dalla CGD nel gennaio 1969.

## Il disco
Entrambi i brani sono scritti da Giancarlo Bigazzi per il testo e da Riccardo Del Turco e Giorgio Antola (che si firma con lo pseudonimo Nannucci) per la musica, ed arrangiati da Gianni Morigi.
Il disco entrò in classifica, raggiungendo la posizione numero 28.
Entrambe le canzoni furono inserite nell'album Riccardo Del Turco, pubblicato lo stesso anno.

## Lato A: "Cosa hai messo nel caffè?"
Cosa hai messo nel caffè? fu presentato al Festival di Sanremo 1969 nell'interpretazione dello stesso Del Turco e di Antoine; il brano fu ammesso alla serata finale della manifestazione, classificandosi al 14º posto, ultimo tra i partecipanti all'atto conclusivo.
Dopo il Festival la canzone è stata inserita nei singoli dei due artisti: il 45 giri di Antoine era Cosa hai messo nel caffè?/Venite con noi e nell'album Antoine del 1969 (Dischi Vogue – VG-K 740.053).
In seguito il brano è stato tradotto in francese.

## Lato B: "Commedia"
Commedia, il brano inciso nel lato b del disco, vede la partecipazione alle voci del gruppo dei Players. Nel 1970 Los 5 del Este incidono il brano in spagnolo intitolato Comedia, testo di Francisco Carreras (Odeon, 1 J-006-20.190), pubblicato in Spagna.

## Cover
- 1969 - Giuliano e l'Orchestra Karabo (Karabo – KR 1004)
- 1969 - Engelbert Humperdinck singolo in inglese con il titolo Cafe, testo di Christian-Dee, (Decca Records – F 12957), pubblicato in Canada, Stati Uniti d'America, Germania, Francia, Spagna, Iugoslavia, Svezia, Regno Unito, India, Venezuela, Grecia, Paesi Bassi, Nuova Zelanda, Australia, Singapore, Turchia, Danimarca, Sud Africa, Argentina, Giappone, Nigeria, Belgio, Italia e Libano; album Engelbert Humperdinck (Decca Records – SKL 5030).
- 1969 - Engelbert Humperdinck in spagnolo con il titolo Que pusiste en el cafe (Cafì), testo di Deo, (Odeon - DIF 006, pubblicato in Argentina.
- 1969 - Carmen Villani EP (Seven Seas – PS-174) pubblicato in Giappone; compilatione Mi va di cantare del 2002 (On Sale Music – 52 OSM 063)[4].
- 2002 - Lisa Ono singolo (EMI – 0724355175625), album Questa bossa mia... (Virgin Records – CDVIR 199), pubblicato in Europa, Giappone, Regno Unito, Taiwan, Brasile.
- 2012 - Matteo Brancaleoni nell'album New Life (Irma La Douce – IRM 933 CD)[5]
- 2013 - Malika Ayane nell'album Ricreazione Sanremo Edition

## Tracce
Lato A
1. Cosa hai messo nel caffè?

 (G. Bigazzi, R. Del Turco, G. Antola)
Lato B
1. Commedia

 (G. Bigazzi, R. Del Turco, G. Antola)